# ZZ
ZZ – japoński zespół rockowy założony w 2003 roku. Ich piosenka Samurai Blue została użyta w grze Moeru Nekketsu Rhytm Damashi Osu Tatakae Ouendan 2 jako ostatnia sekretna piosenka.

## Członkowie
- Sotaro (wokal)
- Erichi (keyboard)
- Matsuura (perkusja)
- Kohsuke (gitara)
- Kyama (bas)

## Albumy
- Definitive Energy Flow (2003)
- Universal ZZ (2004)
- A to ZZ - Complete Single Collection (CD and DVD) (2004)
- Generation Hip Innocence (2005)
- ZZB (2005)
- A to ZZ2 (2007)

### Single
- 2003

„No Way Out”
„Rhythmist”
„Yorokobi no Uta (喜びの歌)”
„A to Z (Normal Edition)”
- 2004

„Nobody Knows2”
„Pride Yourself”
„Just Only One/Samurai Crew”
- 2005

„Samurai Crew”
- 2006

„Samurai Blue (サムライブルー)”